# Tierra de Miranda

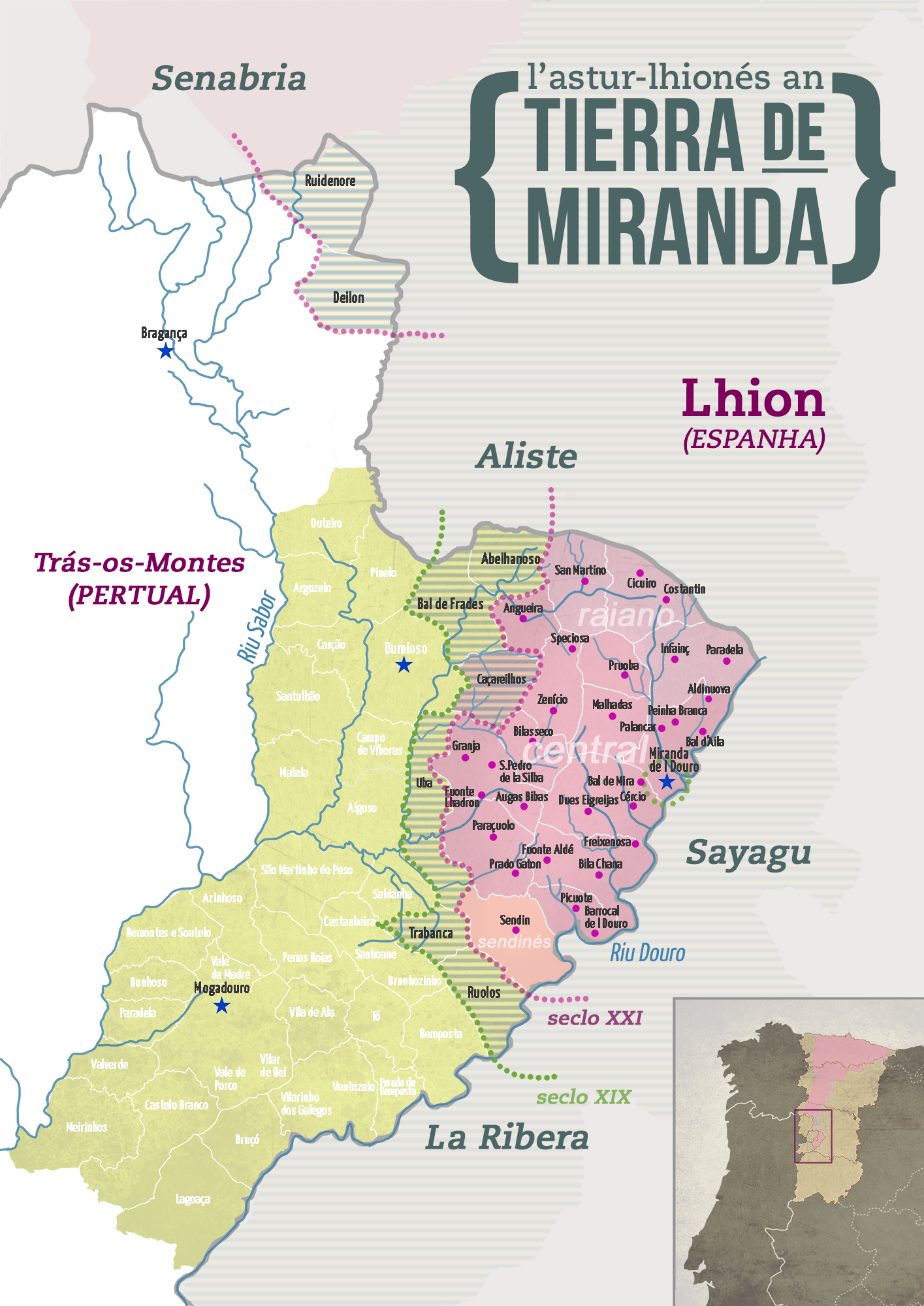
Asturleonés de Tierra de Miranda

Tierra de Miranda (en portugués, Terra de Miranda; en mirandés, Tierra de Miranda) es el nombre histórico del territorio ocupado por los hablantes del mirandés y participantes de la cultura mirandesa. Tiene aproximadamente 500 km² y se encuentra en el noroeste de la península ibérica en Portugal, en el territorio fronterizo con España.
El territorio está dividido entre los siguientes municipios: 
- Miranda de Duero
- Vimioso
- Braganza (parcialmente)
- Mogadouro (parcialmente)
- Macedo de Cavaleiros (parcialmente)

A pesar del no reconocimiento jurídico, los mirandeses siguen conservando el nombre que asocian con los rasgos culturales propios que les diferencian de sus vecinos, como el mirandés (con reconocimiento oficial desde 1999), los Pauliteiros, el ritual pagano practicado en Navidad y Pascua llamado farandulo o la música de gaita con sonido propio.